# Ainhoa
Ainhoa é uma comuna francesa na região administrativa da Nova Aquitânia, no departamento dos Pirenéus Atlânticos. Estende-se por uma área de 16,33 km². Em 2010 a comuna tinha 678 habitantes (densidade: 41,5 hab./km²).
Pertence à rede das As mais belas aldeias de França.